# Unterberg
Ne doit pas être confondu avec Unterberg (Alpes de Kitzbühel).
Unterberg est une station de ski de taille moyenne, située à proximité de Pernitz, dans le sud du Land de Basse Autriche en Autriche.
La partie supérieure du domaine skiable est en 2008 équipée de téléskis de conception très ancienne. La partie inférieure du domaine est quant à elle desservie par un très vieux bus faisant lentement la navette deux fois par heure entre le parking de la station et le téléski principal. La majorité des pistes sont d'un niveau technique faible, ce qui en fait une destination particulièrement appropriée pour les skieurs débutants. La piste de retour en vallée est longue de près de cinq kilomètres.
Unterberg se présente comme une station familiale enneigée de manière uniquement naturelle. Cela, ainsi que la faible altitude du domaine, expliquent que la saison hivernale y est en général relativement courte, se finissant vers la mi-mars. La station est située à moins d'une heure de route de la capitale autrichienne Vienne, sa fréquentation est toutefois très faible.
Unterberg est membre du regroupement de stations Skiregion Ostalpen.